# Châtillon-sur-Saône
Châtillon-sur-Saône és un municipi francès, situat al departament dels Vosges i a la regió del Gran Est. L'any 2007 tenia 160 habitants.

## Demografia

### Població
El 2007 la població de fet de Châtillon-sur-Saône era de 160 persones. Hi havia 66 famílies, de les quals 26 eren unipersonals (13 homes vivint sols i 13 dones vivint soles), 13 parelles sense fills, 9 parelles amb fills i 18 famílies monoparentals amb fills.
La població ha evolucionat segons el següent gràfic:
Habitants censats

### Habitatges
El 2007 hi havia 124 habitatges, 74 eren l'habitatge principal de la família, 40 eren segones residències i 10 estaven desocupats. 122 eren cases i 2 eren apartaments. Dels 74 habitatges principals, 67 estaven ocupats pels seus propietaris i 7 estaven llogats i ocupats pels llogaters; 1 tenia una cambra, 10 en tenien dues, 13 en tenien tres, 15 en tenien quatre i 34 en tenien cinc o més. 64 habitatges disposaven pel capbaix d'una plaça de pàrquing. A 35 habitatges hi havia un automòbil i a 26 n'hi havia dos o més.

### Piràmide de població
La piràmide de població per edats i sexe el 2009 era:
| Homes | Edats   | Dones |
| ----- | ------- | ----- |
| 0     | 95 o +  | 0     |
| 0     | 90 a 94 | 4     |
| 0     | 85 a 89 | 0     |
| 4     | 80 a 84 | 0     |
| 8     | 75 a 79 | 8     |
| 4     | 70 a 74 | 8     |
| 12    | 65 a 69 | 12    |
| 4     | 60 a 64 | 0     |
| 8     | 55 a 59 | 4     |
| 4     | 50 a 54 | 0     |
| 8     | 45 a 49 | 4     |
| 4     | 40 a 44 | 4     |
| 8     | 35 a 39 | 4     |
| 8     | 30 a 34 | 16    |
| 8     | 25 a 29 | 0     |
| 4     | 20 a 24 | 4     |
| 12    | 15 a 19 | 0     |
| 4     | 10 a 14 | 4     |
| 16    | 5 a 9   | 8     |
| 8     | 0 a 4   | 4     |

## Economia
El 2007 la població en edat de treballar era de 79 persones, 51 eren actives i 28 eren inactives. De les 51 persones actives 46 estaven ocupades (22 homes i 24 dones) i 5 estaven aturades (3 homes i 2 dones). De les 28 persones inactives 12 estaven jubilades, 8 estaven estudiant i 8 estaven classificades com a «altres inactius».

### Ingressos
El 2009 a Châtillon-sur-Saône hi havia 62 unitats fiscals que integraven 146 persones, la mediana anual d'ingressos fiscals per persona era de 14.700 €.

### Activitats econòmiques
Dels 7 establiments que hi havia el 2007, 1 era d'una empresa de fabricació de material elèctric, 2 d'empreses de comerç i reparació d'automòbils, 2 d'empreses de serveis i 2 d'empreses classificades com a «altres activitats de serveis».
L'únic servei als particulars que hi havia el 2009 era un taller de reparació d'automòbils i de material agrícola.
L'únic establiment comercial que hi havia el 2009 era una carnisseria.
L'any 2000 a Châtillon-sur-Saône hi havia 6 explotacions agrícoles.

## Equipaments sanitaris i escolars
El 2009 hi havia una escola elemental integrada dins d'un grup escolar amb les comunes properes formant una escola dispersa.

## Poblacions més properes
El següent diagrama mostra les poblacions més properes.